# Новелло, Клара
Клара Анастасия Новелло (англ. Clara Anastasia Novello, 10 июня 1818 — 12 марта 1908) — английская оперная певица (сопрано).

## Биография
Клара Новелло родилась в 1818 году в семье музыкального издателя и редактора Винсента Новелло.
Обучалась вокалу в Лондоне, а затем в Париже у Александра-Этьена Шорона в основанном им Королевском институте классической и религиозной музыки.
В 1832 году дебютировала сначала как концертная певица в Виндзоре. Исполняла сольные партии из «Торжественной мессы» Бетховена на частных концертах в Лондоне в 1832 году. Принимала участие в Ворчестерском музыкальном фестивале. В 1837 году исполняла в Бирмингеме партии из оратории Мендельсона «Павел», после чего по его приглашению приняла участие в концертах Лейпцигского оркестра Гевандхаус под управлением композитора. Последовали триумфальные выступления в Берлине и Вене. В 1839 году с огромным успехом выступила в Петербурге. В Италии она посетила Россини в Болонье, после чего решила посвятить себя сцене.
В 1839 году Новелло перебралась в Милан для постановки оперного голоса, а в 1841 году дебютировала уже как оперная певица в Болонье, исполнив заглавную партию из «Семирамиды» Россини. В том же году Россини выбрал её для исполнения сольной партии в его «Stabat Mater». До 1843 года с успехом гастролировала по Италии.
После выступления на Бирмингемском музыкальном фестивале в 1843 году завершила свою карьеру, выйдя замуж за князя Джильюччи, но уже через несколько лет, в 1849 году, вернулась на сцену.
После возвращения в Великобританию в 1851 году участвовала в исполнении ораторий Г. Ф. Генделя и других композиторов на крупных хоровых фестивалях Англии (в том числе на Генделевском) в Лондоне. В репертуаре также заглавные партии в «Норме», «Лукреции Борджиа» Доницетти и др. В 1855 году пела в Лондоне на концертах Филармонического общества арии из опер Вагнера под управлением композитора.
В 1860 году Клара Новелло покинула сцену и жила, ведя почти затворнический образ жизни, недалеко от Генуи.
Клара Новелло скончалась в Риме в 1908 году.
Голос Новелло отличался нежным, серебристым тембром и широтой диапазона, она обладала большой музыкальностью и чувством стиля.
О её голосе восторженно отзывались Р. Шуман и В. Ф. Одоевский. Поэт Чарльз Лэм посвятил ей поэму «Кларе Н.». О ней же писал и русский поэт Николай Огарёв.

 Вчера она пела, Клара Новелло, 

И песнь её звонко неслась. 

За песней куда-то сердце летело, 

И вздох прорывался не раз.
Влюблённые звуки, страстные звуки 

Так живо встревожили вновь 

Желания сердца, полные муки, 

Стремленье, тоску и любовь,
Она улыбалась мило и нежно… 

Как поступь мила у неё! 

Откинутый локон вьётся небрежно 

Вкруг беленькой шейки её.
Смотрел я и слушал, грудь изомлела, 

С ресницы слеза пролилась… 

Мучительно сладко Клара Новелло 

Вчера мне напомнила вас!

1843, январь — февраль 